# Louis Rustaing de Saint-Jory
Louis Rustaing de Saint-Jory, connu comme chevalier de Saint-Jory, est un magistrat et homme de lettres français, né probablement en 1686 (puisqu’il a 25 ans en novembre 1711 au moment où il plaide contre Jeanne Geneviève Aubert de Chatillon), et mort en 1752.

## Biographie
Fils d'un avocat conseiller-secrétaire du roi, il est reçu le 8 mai 1714 chevalier de Saint-Lazare et du Mont-Carmel et occupe une fonction de gentilhomme ordinaire de la maison du Régent. 
En 1720, il est nommé procureur du roi au bailliage de Meudon et, au chapitre des lettres, coécrit avec Marivaux L'Amour et la Vérité. 
En 1731, il devient membre de l'Académie royale des belles-lettres de Caen.
Il est l'auteur de plusieurs ouvrages, dont Œuvres mêlées de M. le chevalier de S. J., recueil publié en 1735 et salué par le Journal des savants pour ses mémoires « écrits avec beaucoup de feu et de vivacité », ses maximes « toutes plus instructives et intéressantes les unes que les autres » et ses comédies qui sont, « comme toutes les pièces du recueil, très ingénieuses et très bien écrites ».
Il meurt célibataire en 1752.

## Œuvres
- Les Galanteries anglaises, Nouvelles historiques par M. le chevalier R C. D. S.J. (1700) La Haye, Louis et Henri van Dole, libraires dans le Pooten.
- Avantures secrètes arrivées au siège de Constantinople (1711)[9]
- Mémoire pour dame Anne-Christine Gomé (1711)[10]
- Le Triomphe de l'Amour et de l'Hymen, divertissement (1729)[11]
- Mémoires secrets de la Cour de France (1733)[12]
- Discours prononcé à l'Académie royale des Belles-Lettres de Caen par M. le chevalier de Saint-Jory, le jour de sa réception le 18 janvier 1731[13]
- Œuvres mêlées de M. le chevalier de S.-J. (1735)[14]
- Les femmes militaires (1735)[15], autre édition en 1750[16]
- Arlequin en deuil de lui-même, comédie en un acte (1751)[17]